# استیو فارست (هنرپیشه)
استیو فارست (انگلیسی: Steve Forrest; ۲۹ سپتامبر ۱۹۲۵ – ۱۸ مهٔ ۲۰۱۳) یک هنرپیشه اهل ایالات متحده آمریکا بود.

## گزیده فیلمشناسی
از فیلم‌ها یا برنامه‌های تلویزیونی که وی در آن نقش داشته‌است می‌توان به آثار زیر اشاره کرد.
- بد و زیبا (۱۹۵۲)
- دلقک (فیلم ۱۹۵۳) (۱۹۵۳)
- چنان بزرگ (۱۹۵۳)
- واگن دسته موزیک (۱۹۵۳)
- خط دراز طوسی (۱۹۵۵)
- آلفرد هیچکاک تقدیم می‌کند (۱۹۵۷)
- پنج زن بدنام (۱۹۶۰)
- طولانی‌ترین روز (فیلم) (۱۹۶۲)
- منطقه نیمه‌روشن (۱۹۶۳)
- ویرجینیایی (۱۹۶۳–۶۴)
- فراری (مجموعه تلویزیونی) (۱۹۶۵)
- سیمارون (۱۹۶۷–۶۸)
- بونانزا (۱۹۶۷–۱۹۶۹)
- دود اسلحه (۱۹۷۰، ۱۹۷۲–۷۳)
- چاپارل (مجموعه تلویزیونی) (۱۹۷۰)
- مأموریت: غیرممکن (۱۹۷۱)
- نایت گالری (۱۹۷۲)
- خیابان‌های سان‌فرانسیسکو (۱۹۷۳)
- مرد شش‌میلیون‌دلاری (۱۹۷۴)
- کنن (۱۹۷۴)
- کاپیتان آمریکا (۱۹۷۹)
- مامان جون (۱۹۸۱)
- ملیبو (فیلم) (۱۹۸۳)
- صحرای بزرگ آفریقا (فیلم ۱۹۸۳) (۱۹۸۳)
- دالاس (مجموعه تلویزیونی ۱۹۷۸) (۱۹۸۶)
- زنان آمازون در ماه (۱۹۸۷)
- خیال باطل (۱۹۹۰)
- قاتل (۱۹۹۵)
- تیم نایت رایدر (۱۹۹۸-۱۹۹۷)
- سوات (فیلم) (۲۰۰۳)